# Gō Shiozaki
Gō Shiozaki (潮崎 豪, Shiozaki Gō) est un catcheur japonais. Il est principalement connu pour son travail à la Pro Wrestling NOAH où après avoir remporté le tournoi Global Tag League 2009 avec Mitsuharu Misawa il a remporté le championnat poids-lourds GHC à deux reprises ainsi que le championnat par équipe GHC avec Akitoshi Saito. En 2013, il a rejoint la All Japan Pro Wrestling (AJPW) où il a remporté le Royal Road Tournament 2014 et est l'actuel champion poids-lourds Triple Crown de l'AJPW. Il est aussi connu en dehors du Japon grâce à ses passages dans des fédérations étrangères comme la Ring of Honor aux États-Unis ou au Mexique à la Asistencia Asesoría y Administración (AAA) où il a détenu brièvement le championnat par équipe de la AAA avec Atsushi Aoki.

## Carrière

### Pro Wrestling Noah (2004-2013)

#### Débuts et tournées en Europe (2004-2007)
Shiozaki entre au Dojo de la Pro Wrestling NOAH (NOAH) à 21 ans et devient rapidement le protégé de Kenta Kobashi. Il débute le 27 juillet 2004 où avec Tamon Honda (en) il perd un match en équipe face à Jun Akiyama et Makoto Hashi (en). Le 21 novembre, il perd son premier match de championnat face au champion Hardcore GHC Naomichi Marufuji.
Au cours de l'année 2005 il fait équipe avec Kobashi avec qui il perd face à Genichiro Tenryu et Jun Akiyama le 24 avril. Le 5 novembre, il fait à nouveau équipe avec Kobashi et perd à nouveau face à Kensuke Sasaki et Katsuhiko Nakajima ; et bien qu'il soit dans le camp des vaincu leur prestation a été salué par les critiques et le Wrestling Observer Newsletter a décerné quatre étoiles trois-quart à ce match,.
À l'été 2006, il part en tournée en Grande-Bretagne et participe à ses premiers matchs à la Ring of Honor au cours de la tournée de cette fédération où avec SUWA il perd face à Jody Fleisch et Doug Williams le 12 août et le lendemain, il l'emporte sur B.J. Whitmer dans un match simple,. Deux semaines plus tard, il affronte le champion poids-lourds international de l'Irish Whip Wrestling Drew Galloway dans un match de championnat que ce dernier a remporté.
Il retourne en Europe au printemps 2007 où il participe à la King of Europe Cup le 28 et 29 avril où il élimine Martin Stone au premier tour avant d'être sorti par Davey Richards en quarts de finale. Quelques jours plus tard, il retrouve Richards au premier tour du 16 Carat Gold Tournament organisé par la westside Xtreme wrestling (de), une fédération allemande, et Shiozaki remporte cette fois ci son match avant de perdre en quart de finale face à Murat Bosporus.
Le 7 juin 2007, il remporte avec Ippei Ota (ja) et Naomichi Marufuji un tournoi par équipe d'une nuit. Le 16 juillet, il participe à un des spectacles de la Ring of Honor à Tokyo dans le cadre de la tournée au Japon de cette fédération où il perd face à Bryan Danielson. Il participe au tournoi annuel pour désigner le challenger pour le champion poids-lourds GHC où il perd ses quatre matchs de poule. En octobre, il fait équipe avec Akira Taue et participent au GHC Tag Team Title Decision Tournament pour désigner les nouveaux champions par équipe où ils perdent leurs trois matchs de ce mini-championnat (ce tournoi est organisé comme un championnat dans un sport collectif où toutes les équipes s'affrontent à tour de rôle).

#### Tournée aux États-Unis (2008)
À la suite de la blessure de KENTA il est choisi pour partir en tournée aux États-Unis à la Ring of Honor (ROH), ce choix est principalement lié à ses prestation face à Danielson et Richards l'année précédente. Le 22 février, il participe à un tournoi pour désigner le challenger pour le championnat du monde de la ROH où il élimine le Necro Butcher puis El Generico avant d'échouer en finale face à Kevin Steen. Le lendemain, au cours du spectacle célébrant le 6e anniversaire de la ROH, il perd face à Austin Aries. Le 14 mars, il se qualifie pour la finale du tournoi désignant le nouveau challenger pour le titre de champion du mode après avoir vaincu Brent Albright cependant il échoue encore une fois en finale à Take No Prisoners (en) diffusé le 30 mai dans un Four Corner Survival face à Claudio Castagnoli, Delirious et Tyler Black ; ce dernier devenant challenger après avoir fait le tombé sur Delirious,.
Peu de temps après l'enregistrement de Take No Prisoners, il rentre au Japon où avec Akira Taue il participe à la Global Tag League. Il revient aux États-Unis peu après la fin de ce tournoi et rejoint ensuite le clan  Sweet 'n' Sour Inc. avec Naomichi Marufuji il affronte Tyler Black et Jimmy Jacobs pour le championnat par équipe de la ROH que ces derniers conservent après leur victoire le 1er août. Quinze jours plus tard, il affronte Brent Albright pour le championnat du monde poids-lourds de la National Wrestling Alliance mais perd par soumission. Le 23 août, il remporte son premier titre de sa carrière en devenant champion du monde poids-lourds de la Full Impact Pro (FIP) après sa victoire sur Erick Stevens ; après cela il reçoit les félicitations des membres du Heartbreak Enterprises (Rex Sterling et Damian Wayne) qui viennent avec le drapeau japonais. Fin août, il participe à un match en ouverture de l'émission de la World Wrestling Entertainment Raw afin que les officiels de la fédération jugent ses aptitudes sur le ring avant de l'engager. Cela est resté sans suite car il a été jugé comme étant « trop asiatique ». Il défend pour la première fois son titre de champion du monde poids-lourds de la FIP avec succès le 20 septembre à ROH Glory By Honor VII (en) face à Kevin Steen.
Il remporte son deuxième titre le 4 octobre en devenant champion poids-lourds de la World League Wrestling après avoir remporté une bataille royale. Il défend ce titre à deux reprises dans des Triple Threat Match face à Chris Masters et Marc Godeker le 17 octobre puis le lendemain face à Masters et Trevor Murdock,. Il rend ce titre avant de retourner au Japon en janvier 2009.
Le 24 et le 25 octobre, Shiozaki défend son titre de champion du monde poids-lourds de la FIP à la ROH face à Austin Aries avant d’affronter le Necro Butcher dont le match se termine par un double décompte à l'extérieur,. Le 7 novembre, il participe à un Four Way Elimination Match pour le championnat du monde de la ROH Nigel McGuinness où il élimine El Generico et est sorti par Kevin Steen. Il perd son titre de champion du monde poids-lourds de la FIP le 20 décembre face à Tyler Black et après sa défaite il attaque Sean et Phil Davis. Après un bref passage à la NOAH où il a participé à un tournoi de la NOAH où il a été éliminé au troisième tour par Kensuke Sasaki après décision du jury le 24 décembre, il fait son dernier match aux États-Unis où avec Davey Richards et Eddie Edwards il perd face à Brent Albright, Roderick Strong et Erick Stevens dans un Street fight match par équipe où Shiozaki a fait perdre son équipe en abandonnant quand Albright lui a porté son crowbar ; il a été alors blâmé par ses équipiers ce à quoi Shiozaki leur a répondu par un doigt d'honneur,

#### Retour à la Pro Wrestling NOAH (2009-2012)

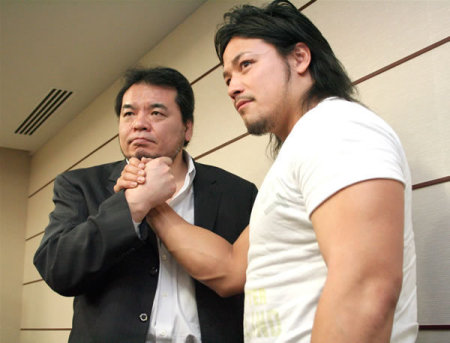
Shiozaki a été l'équipier de Misawa à la Global Tag League

À son retour au Japon, il est rapidement associé à Mitsuharu Misawa avec qui il participe à la Global Tag League où ils battent en finale Kensuke Sasaki et Takeshi Morishima le 6 mai 2009, Shiozaki donnant la victoire à son équipe en portant un Lariat sur Morishima,. Le 13 juin, avec Misawa il affronte Akitoshi Saito et Bison Smith (en) dans un match pour le championnat par équipe GHC qui s'arrête par décision de l'arbitre. Ce match tourne au drame à la suite de la grave blessure de Misawa qui s'est mal réceptionné d'une back suplex qui a gravement endommagé sa moelle épinière au niveau des cervicales et son décès a été annoncé à son admission dans un des hôpitaux d'Hiroshima,. Au lendemain de cette tragédie, Shiozaki remporte le championnat poids-lourds GHC qui est alors vacant après sa victoire sur Takeshi Rikio (en). Le 20 juin, il est invité à participer à Dominion 6.20, un des principaux spectacles de la New Japan Pro Wrestling et se retrouve face à Kazuchika Okada, Shiozaki sort vainqueur de cette confrontation. Le 27 septembre, il défend pour la première fois son titre avec succès face à Akitoshi Saito. Le 13 novembre, avec Saito il affronte Kensuke Sasaki et Takeshi Morishima pour le championnat par équipe GHC que ces derniers conservent dans un spectacle de la fédération de Sasaki, la Diamond Ring. Il perd son titre de champion poids-lourds le 6 décembre face à Takashi Sugiura.
Il participe à Wrestle Kingdon IV, un des principaux spectacles de la New Japan Pro Wrestling où il perd face à Hiroshi Tanahashi le 4 janvier 2010. Il fait ensuite équipe avec Akitoshi Saito au cours de la Global Tag League 2010 où ils ne sortent pas de la phase de groupe. Le 23 mai, avec Atsushi Aoki ils remportent le championnat du monde par équipe de l'Asistencia Asesoría y Administración (AAA) au cours d'un des spectacles de la NOAH au Japon après leur victoire face à Takeshi Morishima et Taiji Ishimori. Leur règne prend fin deux semaines plus tard au Mexique au cours de TripleMania XVIII après leurs défaite dans un match par équipe à élimination les opposant à Beer Money, Inc. (Robert Roode et James Storm), Joe Líder et Nicho el Millonario ainsi que Silver Cain et Último Gladiador (en), ces derniers remportant le match et les ceintures. Le 19 juin, il retourne à la New Japan où il perd un match pour le championnat poids-lourds International Wrestling Grand Prix (IWGP) face à Togi Makabe. Il est invité à participer au tournoi G1 Climax XX de la New Japan en août où il termine troisième ex-æquo avec Giant Bernard, Shinsuke Nakamura et Yūji Nagata du groupe B et ne participe pas aux demi-finales. Il retourne à la New Japan le 11 octobre à Destruction 2010 où il fait équipe avec Atsushi Aoki et perdent leur match face à Koji Kanemoto et Yuji Nagata. Le 3 décembre, il affronte Atsushi Sawada au cours d'un spectacle de l'Inoki Genome Federation et remporte son match.

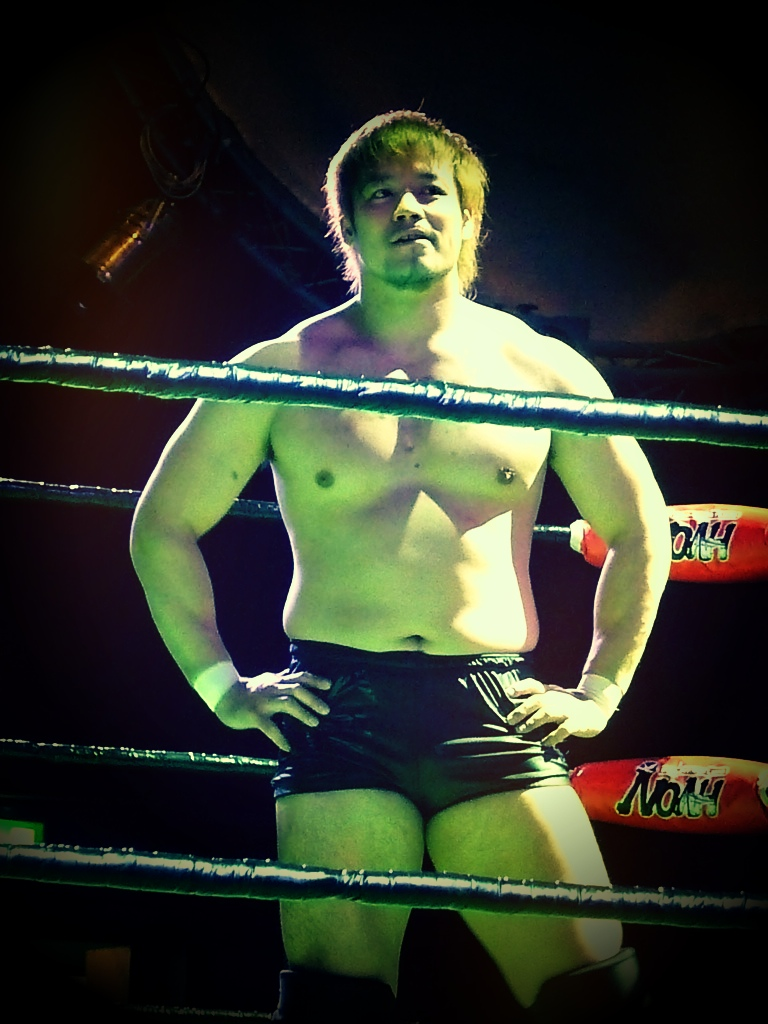
Shiozaki en 2011

Le 4 janvier 2011, il perd face à Shinsuke Nakamura au cours du spectacle de la New Japan Wrestle Kingdon V. En mars, il part en Allemagne pour participer au 16 Carat Gold Tournament où il atteint la demi-finale en sortant Johnny Moss puis Kotaro Suzuki avant que Big Van Walter ne l'élimine. Le 11 juin, il devient challenger pour le championnat poids-lourds GHC après sa victoire sur Takeshi Morishima et met fin au règne de Takashi Sugiura le 10 juillet,. Le 27 août, il fait équipe avec Hiroshi Tanahashi et Suwama au cours d'All Together (en) ; un spectacle coorganisé par la New Japan Pro Wrestling, l'All Japan Pro Wrestling et la NOAH pour soutenir la Croix rouge japonaise après le tsunami de 2011 au Japon ; cette équipe sort vainqueur de leur match face à KENSO, Shinsuke Nakamura et Takashi Sugiura. En fin d'année, il effectue deux défenses défenses de titre face à Yoshihiro Takayama le 23 septembre puis face à KENTA le 27 novembre,.
Le 4 janvier 2012 au cours de Wrestle Kingdom VI organisé par la New Japan Pro Wrestling, il remporte avec Naomichi Marufuji un combat par équipe face à Shinsuke Nakamura et Toru Yano. Le 22 janvier, il perd le titre poids-lourds GHC face à Takeshi Morishima. Le 19 février au cours d'All Together, il fait équipe avec Seiya Sanada et Tetsuya Naito et perdent leur match face à Hiroshi Tanahashi, Suwama et Takeshi Morishima. Le 18 mars, il tente de remporter le championnat par équipe avec Keiji Mutō mais ils n'arrivent pas à battre Akitoshi Saito et Jun Akiyama. En fin d'année, des tensions apparaissent en coulisses entre la direction de la NOAH et les catcheurs proches de Kenta Kobashi à la suite du renvoi ce dernier qui annonce ensuite sa retraite officiellement en raison de ses blessures et officieusement pour réduire la masse salariale de l'entreprise,.

### All Japan Pro Wrestling (2013-2015)
Le 26 janvier 2013, il arrive à la All Japan Pro Wrestling en compagnie de plusieurs lutteurs de la NOAH et ainsi en compagnie de Jun Akiyama, Kotaro Suzuki, Atsushi Aoki et Yoshinobu Kanemaru il forme le clan Burning. Il se frotte ensuite à Suwama pour le titre Triple Crown puis échoue avant de connaitre le succès par équipe en compagnie de Jun Akiyama. Mais après qu'ils ont perdu les titres par équipe le 22 octobre contre Suwama et Joe Doering , Shiozaki annonce son départ de Burning. Il forme le clan Xceed mais les débuts sont laborieux avec la trahison de KENSO.
Le 3 janvier 2015, il bat Joe Doering et remporte le AJPW Triple Crown Heavyweight Championship. Le 7 février, il conserve son titre contre Zeus. Le 27 mars, il conserve son titre contre Kento Miyahara. Le 6 mai, lui et Kento Miyahara battent Akebono et Yutaka Yoshie et remportent les AJPW World Tag Team Championship. En tenant simultanément le Championnat Poids Lourd De La Triple Couronne et le World Tag Team Championship, Shiozaki est devenu le septième "Champion Couronne Quintuple". Le 21 mai, il perd le Championnat Poids Lourd De La Triple Couronne contre Akebono. Le 28 septembre, il a été annoncé qu'il partait de la AJPW le mois suivant et deviendrait un freelance. L'annonce les a également conduit avec Miyahara à rendre les World Tag Team Championship vacants. Son dernier match a lieu le 4 octobre, quand lui et Miyahara battent Jun Akiyama et Yoshinobu Kanemaru.

### Retour à la Noah (2015-...)
Le 20 novembre, 2015, Shiozaki revint à Noah, en annonçant qu'il voulait se battre à nouveau dans sa promotion d'origine. Son segment d'entretien a été interrompu par Minoru Suzuki, qui lui a offert une place dans son groupe, Suzuki-gun. Le 26 novembre, il bat dans son match retour, Mitsuhiro Kitamiya. Le 23 décembre, lorsque Takashi Sugiura trahi la Noah et rejoint Suzuki-gun, il annonce vouloir rejoindre la promotion dans sa bataille avec Suzuki-gun. Naomichi Marufuji, cependant, refuse son offre
Le 31 janvier 2016, son partenaire Yoshinobu Kanemaru se retourne contre lui et rejoint Suzuki-gun. À la fin du show, Marufuji, après avoir perdu le championnat poids lourd GHC contre Sugiura, a finalement accepté son aide dans la guerre entre la promotion et Suzuki-gun. Le 28 mai 2016, il bat Takashi Sugiura et remporte le GHC Heavyweight Championship pour la troisième fois. Le 12 juin, il conserve son titre contre Shelton X Benjamin. Le 30 juillet, il perd le titre contre Takashi Sugiura.
Le 3 décembre, lui et Maybach Taniguchi battent Killer Elite Squad (Davey Boy Smith, Jr. et Lance Archer) et remportent les GHC Tag Team Championship. Le 21 janvier 2017, ils perdent les titres contre Kenoh et Masa Kitamiya,. Le 26 août, lui et Atsushi Kotoge battent Naomichi Marufuji et Maybach Taniguchi et remportent les GHC Tag Team Championship. Lors de Great Voyage 2017 in Yokohama Vol. 2, ils perdent les titres contre 50 Funky Powers (Muhammad Yone et Quiet Storm).
Le 29 avril 2018, lui et Kaito Kiyomiya battent The Aggression (Katsuhiko Nakajima et Masa Kitamiya) et remportent les GHC Tag Team Championship. Le 29 mai, ils perdent les titres contre The Aggression.

#### AXIZ (2018-2020)
En décembre 2018, il forme une équipe avec Katsuhiko Nakajima, et le duo participent à un tournoi pour les vacants GHC Tag Team Championship. Le 7 décembre, ils battent Kenoh et Masa Kitamiya en finale d'un tournoi pour remporter les vacants GHC Tag Team Championship. Par la suite, ils sont défiés par The Hooligans (Maybach Taniguchi et Yuji Hino) à un match pour leurs titres. Lors de The Great Voyage 2018 in Yokohama vol.2, ils perdent les titres contre The Hooligans (Maybach Taniguchi et Yuji Hino).
Lors de Great Voyage 2019 In Yokohama, ils conservent leur titres contre Eddie Edwards et Masa Kitamiya.
Du 6 avril au 5 mai, ils participent au Global Tag League 2019. Ils avancent jusqu'en finale, où ils perdent contre Sugiura-gun (Kazma Sakamoto et Takashi Sugiura). Le 13 juin, ils perdent les GHC Tag Team Championship contre Sugiura-gun (Kazma Sakamoto et Takashi Sugiura).
Le 4 janvier 2020, à New Sunrise, il bat Kaito Kiyomiya pour remporter le GHC Heavyweight Championship,. Le lendemain à Reboot, AXIZ perd les GHC Tag Team Championship contre Naomichi Marufuji et Masaaki Mochizuki,. Ensuite, AXIZ a commencé à se concentrer sur leur carrière en simple, après qu'il a conservé son GHC Heavyweight Championship contre Kazuyuki Fujita. Le mois suivant, AXIZ participent au Global Tag League 2020. Ils avancent jusqu'en finale, où ils perdent contre Sugiura-gun (El Hijo de Dr. Wagner Jr. et René Duprée),,.
Lors de Go Forward - Tag 1, il conserve le titre contre Akitoshi Saito.

#### Recordman en tant que GHC Heavyweight Champion (2021-...)
Le 30 avril, il bat Kaito Kiyomiya et remporte le vacant GHC Heavyweight Championship pour la cinquième fois. Lors de Cyberfight Festival 2022, il perd le titre contre Satoshi Kojima,.
Lors de Grand Ship 2023 in Nagoya, il perd contre Jake Lee et ne remporte pas le GHC Heavyweight Championship,.

## Palmarès et récompenses
- All Japan Pro Wrestling (AJPW)
  - 1 fois AJPW Triple Crown Heavyweight Championship
  - 2 fois AJPW World Tag Team Championship avec Jun Akiyama (1), Kento Miyahara (1)
  - Ōdō Tournament (2014)

- Asistencia Asesoría y Administración (AAA)
  - 1 fois AAA World Tag Team Championship avec Atsushi Aoki

- World League Wrestling (WLW)
  - 1 fois WLW Heavyweight Championship

- Full Impact Pro (FIP)
  - 1 fois FIP World Heavyweight Championship

- Pro Wrestling Noah
  - 5 fois GHC Heavyweight Championship
  - 7 fois GHC Tag Team Championship avec Akitoshi Saito (1), Maybach Taniguchi (1), Atsushi Kotoge (1), Kaito Kiyomiya (1) et Katsuhiko Nakajima (3)
  - Global Tag League (2009) avec Mitsuharu Misawa
  - Global Tag League (2018) avec Kaito Kiyomiya

## Récompenses des magazines
- Pro Wrestling Illustrated

| Année | 2007 | 2008 | 2009 | 2010 | 2011 | 2012 | 2013 | 2014 | 2015 | 2016 | 2017 | 2018 | 2019 | 2020 | 2021 | 2022 | 2023       | 2024 |
| ----- | ---- | ---- | ---- | ---- | ---- | ---- | ---- | ---- | ---- | ---- | ---- | ---- | ---- | ---- | ---- | ---- | ---------- | ---- |
| Rang  | 429  | 178  | 120  | 68   | 64   | 38   | 80   | 131  | 31   | 41   | 87   | 244  | 156  | 47   | 60   | 61   | Non classé | 82   |

| # | Résultat | Adversaire      | Évènement                              | Date            | Durée | Lieu                                        | Notes                                                        |
| - | -------- | --------------- | -------------------------------------- | --------------- | ----- | ------------------------------------------- | ------------------------------------------------------------ |
| 1 | Victoire | Takashi Sugiura | NOAH The BEST ~ Final Chronicle 2020 ~ | 6 décembre 2020 | 51:44 | Yoyogi National Stadium Gymnasium #2, Tokyo | Le titre de Champion Poids Lourd GHC de Shiozaki est en jeu. |